# Бартоломео Коллеони (крейсер)
«Бартоломео Коллеоне» (итал. Bartolomeo Colleoni) — итальянский лёгкий крейсер типа «Альберико да Барбиано», участвовавший во Второй мировой войне. Назван в честь итальянского кондотьера времён Средневековья.

## История
Заказ на строительство корабля был выдан в 1926 году. Крейсер был заложен 21 июня 1928 года, спущен на воду 21 декабря 1930 года, введён в строй в 10 февраля 1932 года. До ноября 1938 года нёс службу в территориальных водах Италии, пока не отправился сопровождать крейсер «Раймондо Монтекукколи», плывший на Дальний Восток. 23 декабря 1938 года «Бартоломео Коллеони» прибыл в Шанхай, где оставался до начала Второй мировой войны.
1 октября 1939 года крейсер отплыл из Шанхая, вернувшись в домашние воды 28 октября. Вместе с «Джованни деле Банде Нере» составил 2-я крейсерскую дивизию во 2-й эскадре.
Первое задание, со вступлением Италии во Вторую мировую войну, получил 10 июня 1940 года, участвуя в постановке минных заграждений в Сицилийском канале и перейдя впоследствии к заданиям по сопровождениям конвоев по маршруту Неаполь — Триполи.
17 июля 1940 года «Бартоломео Коллеони» при сопровождении «Джованни делле Банде Нере» отправился к острову Лерос, где находилась крупная группировка британских кораблей. Ночью 19 июля итальянская эскадра вступила в бой австралийским лёгким крейсером «Сидней» и пятью эсминцами, которые уже знали об эскадре благодаря сообщениям от пилотов. Попадание снаряда со стороны «Сиднея» в машинное отделение «Бартоломео Коллеони» привело к мощному взрыву и обездвиживанию итальянского крейсера. Британские эсминцы «Айлекс» и «Хайперион» добили итальянский корабль, торпедировав его. В том бою погиб 121 член экипажа «Бартоломео Коллеони».